# Shakin'
Shakin' é uma canção de rock do cantor norte americano Eddie Money, do seu álbum No Control em 1982. Foi lançado como um single e alcançou a 63ª posição na Billboard Hot 100 e a 9ª no Mainstream Rock Tracks.
A canção pode ser tocada no jogo Guitar Hero Encore: Rocks the 80s. Note que a parte da letra "We did some shakin' till the middle of the night" é, por vezes, trocada por "Her tits were still shakin' till the middle of the night", embora não há uma maneira oficial para dizer o que está sendo cantado, uma vez que Eddie Money nunca se pronunciou sobre isso.
O vídeo clipe do single é caracterizado pela atriz/modelo Patricia Kotero, que é uma das mulheres que fazem o "shakin'". Ela viria a ser a co-estrela do filme Purple Rain, como a personagem "Apollonia".
A música também é destaque no filme "The Groomsmen".